# NGC 2728
NGC 2728 é uma galáxia espiral (Sb) localizada na direcção da constelação de Cancer. Possui uma declinação de +11° 05' 01" e uma ascensão recta de 9 horas, 01 minutos e 40,9 segundos.
A galáxia NGC 2728 foi descoberta em 10 de Março de 1864 por Albert Marth.